# Landtagswahlkreis Heinsberg I
Der Landtagswahlkreis Heinsberg I ist ein Landtagswahlkreis in Nordrhein-Westfalen. Er umfasst die dem Kreis Heinsberg angehörigen Gemeinden Gangelt, Geilenkirchen, Heinsberg, Selfkant, Übach-Palenberg und Waldfeucht.

## Landtagswahl 2022
Wahlberechtigt waren 90.281 Einwohner. Der CDU-Politiker Bernd Krückel wurde zum fünften Mal in Folge direkt gewählt, Stefan Lenzen (FDP) schied nach einer Legislaturperiode wieder aus dem Landtag aus.
| Direktkandidat            | Partei           | Erststimmen in % | Zweitstimmen in % |
| ------------------------- | ---------------- | ---------------- | ----------------- |
| Andrea Reh                | SPD              | 23,14            | 22,08             |
| Bernd Krückel             | CDU              | 48,05            | 47,14             |
| Sabrina Grübener          | GRÜNE            | 11,98            | 12,37             |
| Stefan Lenzen             | FDP              | 5,24             | 5,17              |
| Elmar Aretz               | PIRATEN          | 0,46             | 0,4               |
| Max Winkowski             | Linke            | 1,52             | 1,56              |
| Igor Tabakman             | AfD              | 5,11             | 5,45              |
| Michael Hülsen            | Die Partei       | 1,48             | 0,98              |
| Walter Leo Schreinemacher | Freie Wähler     | 2,13             | 1,39              |
| Jenny Marx                | dieBasis         | 0,9              | 0,86              |
| -                         | Tierschutzpartei | -                | 1,13              |
| -                         | Sonstige         | -                | 1,47              |

Der Wahlkreis wird durch den Wahlkreissieger Bernd Krückel von der CDU im Landtag vertreten.

## Landtagswahl 2017
Wahlberechtigt waren 90.431 Einwohner.
| Direktkandidat      | Partei  | Erststimmen in % | Zweitstimmen in % |
| ------------------- | ------- | ---------------- | ----------------- |
| Christoph Grundmann | SPD     | 27,4             | 27,8              |
| Bernd Krückel       | CDU     | 49,2             | 43,3              |
| Christian Tellers   | GRÜNE   | 4,5              | 4,5               |
| Stefan Lenzen       | FDP     | 7,7              | 10,5              |
| Norbert Boxberg     | PIRATEN | 1,2              | 0,9               |
| Dominik Goertz      | LINKE   | 3,5              | 3,4               |
| Hans Braun          | AfD     | 5,0              | 6,1               |
|                     | Übrige  | 1,5              | 3,4               |

Neben dem Wahlkreisabgeordneten Bernd Krückel, der den Wahlkreis seit 2005 im Parlament vertritt, errang auch der FDP-Wahlkreiskandidat Stefan Lenzen über den Listenplatz 22 seiner Partei ein Landtagsmandat.

## Landtagswahl 2012
Wahlberechtigt waren 90.431 Einwohner.
| Direktkandidat        | Partei       | Erststimmen in % | Zweitstimmen in % |
| --------------------- | ------------ | ---------------- | ----------------- |
| Bernd Krückel         | CDU          | 46,3             | 38,9              |
| Ursula Meurer         | SPD          | 29,7             | 30,2              |
| Jörg van den Dolder   | GRÜNE        | 7,1              | 8,3               |
| Michael Schreiner     | LINKE        | 2,3              | 2,0               |
| Stefan Lenzen         | FDP          | 4,6              | 7,2               |
| Thomas Theves         | PIRATEN      | 9,0              | 8,7               |
| Walter Schreinemacher | FREIE WÄHLER | 1,0              | 0,8               |
| -                     | Sonstige     | -                | 3,9               |

## Landtagswahl 2010
Wahlberechtigt waren 90.173 Einwohner.
| Direktkandidat          | Partei | Stimmen in % |
| ----------------------- | ------ | ------------ |
| Bernd Krückel           | CDU    | 53,5         |
| Ursula Meurer           | SPD    | 26,0         |
| Elsbeth Küppers-Hofmann | GRÜNE  | 8,4          |
| Michael Schreiner       | LINKE  | 6,6          |
| René Stegemann          | FDP    | 5,6          |

## Landtagswahl 2005
Wahlberechtigt waren 89.360 Einwohner.
| Direktkandidat       | Partei | Stimmen in % |
| -------------------- | ------ | ------------ |
| Bernd Krückel        | CDU    | 60,2         |
| Ursula Meurer        | SPD    | 25,6         |
| Hans-Jürgen Heesen   | FDP    | 5,8          |
| Rainer Rißmayer      | GRÜNE  | 3,8          |
| Johannes Frommen     | WASG   | 2,1          |
| Helmut Gudat         | NPD    | 1,3          |
| Anita Schönfeld      | REP    | 0,8          |
| Wilhelm Schallenberg | BüSo   | 0,5          |